# Bélogradtchik (obchtina)
La commune de Bélogradtchik (en bulgare Община Белоградчик - Obchtina Bélogradtchik) est située dans le nord-ouest de la Bulgarie.

## Géographie
La commune de Bélogradtchik est située dans le nord-ouest de la Bulgarie, le long de la frontière avec la Serbie et à 155 km au nord-nord-ouest de la capitale Sofia. 
Son chef lieu est la ville de Bélogradtchik et elle fait partie de la région administrative de Vidin.
| 1975   | 1985   | 1992  | 2001  | 2005  | 2010  |
| ------ | ------ | ----- | ----- | ----- | ----- |
| 12 255 | 11 048 | 9 896 | 8 217 | 7 553 | 6 868 |

,,

## Administration

### Structure administrative
La commune compte 1 ville et 17 villages :
| - ville de Bélogradtchik - village de Borovitsa - village de Dabravka - village de Granitchak - village de Granitovo | - village de Kratchimir - village de Ochané - village de Praoujda - village de Prolaznitsa - village de Rabicha | - village de Rayanovtsi - village de Salach - village de Slivovnik - village de Stakévtsi - village de Strouindol | - village de Tchiflik - village de Varba - village de Véchtitsa |

### Maires
- 1995 - 1999 Vladimir Jivkov (Coalition préélectorale PSB - UAAS - CPE)
- 1999 - 2003 Emil Tsankov (ODS)
- 1999 - 2003 Emil Tsankov (Liste Tous pour Bélogradtchik) : élection annulée
- 2004 - 2007 Ludmil Antonov (Indépendant)
- 2003 - 20.. Emil Tsankov (Indépendant)

## Galerie

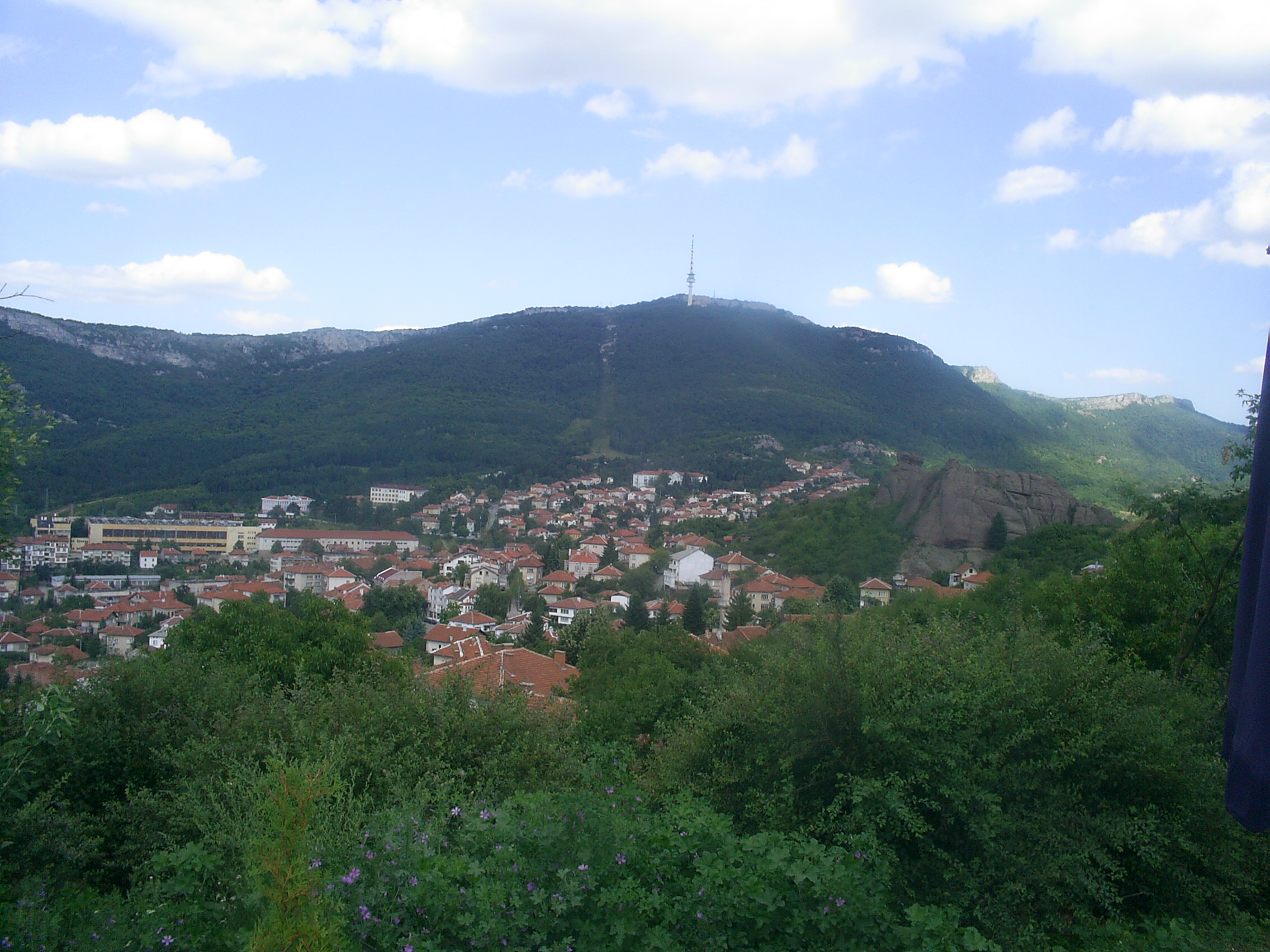
La cuvette de Bélogradtchik
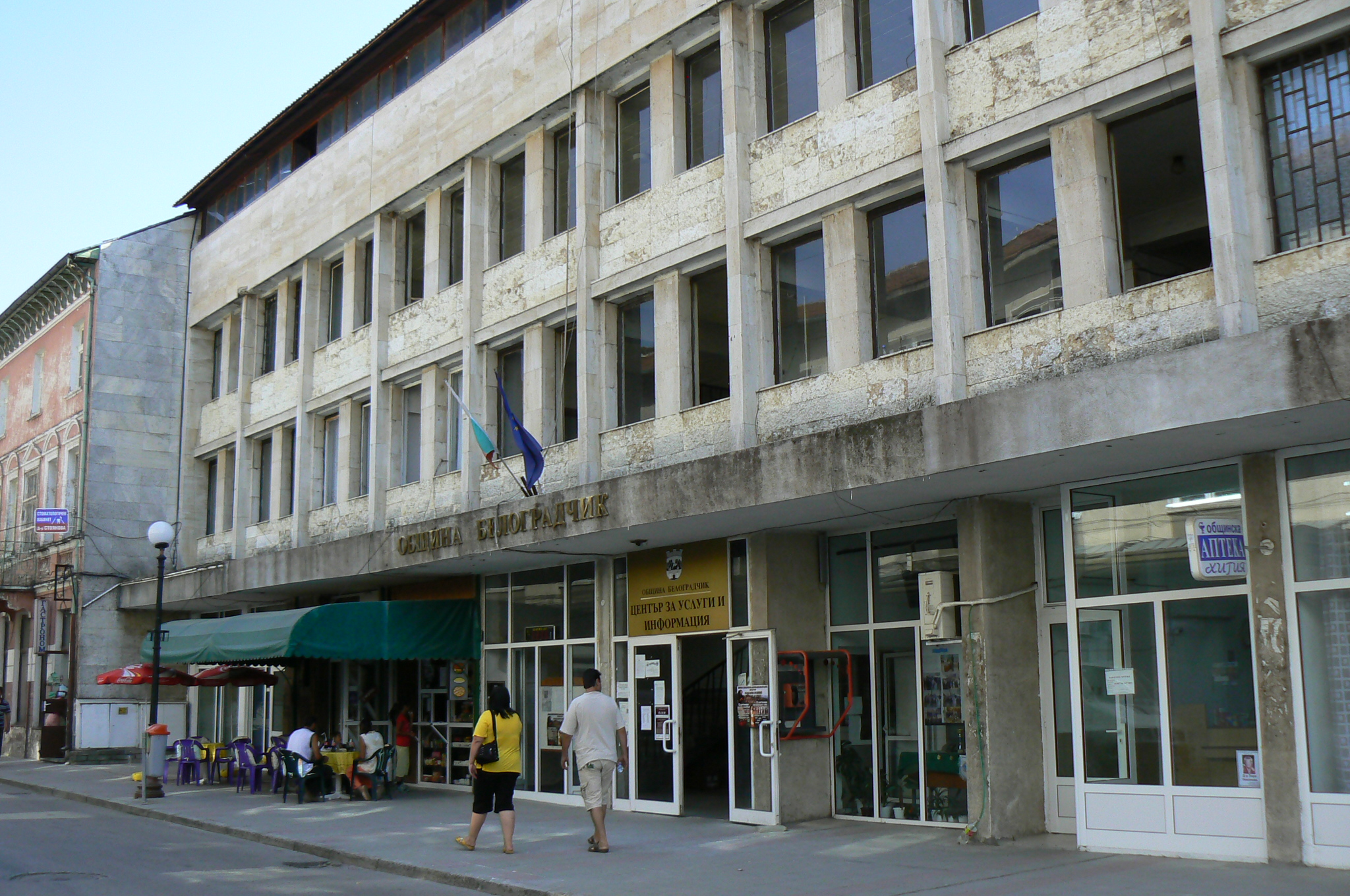
La mairie
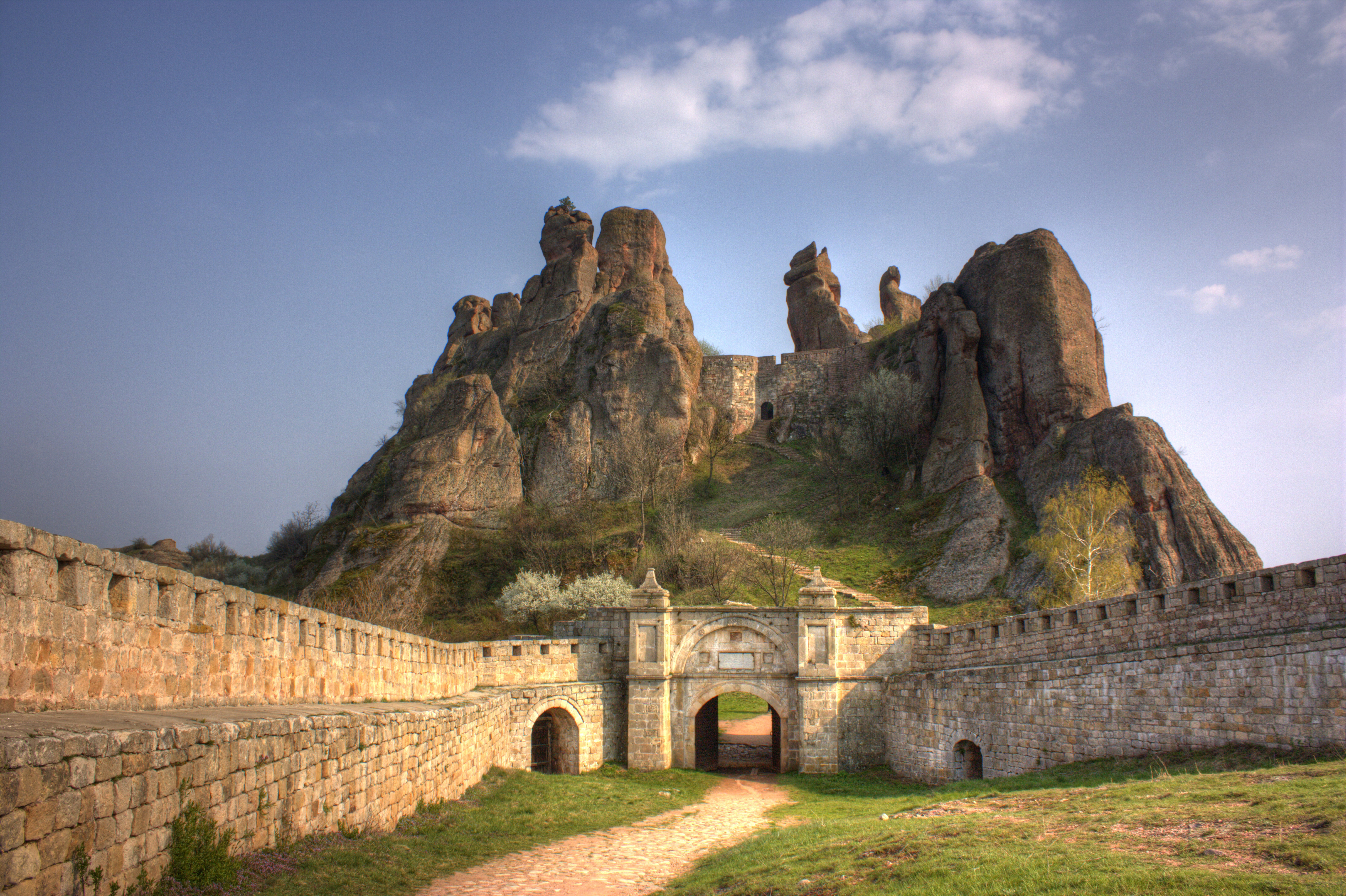
La forteresse de Bélogradtchik
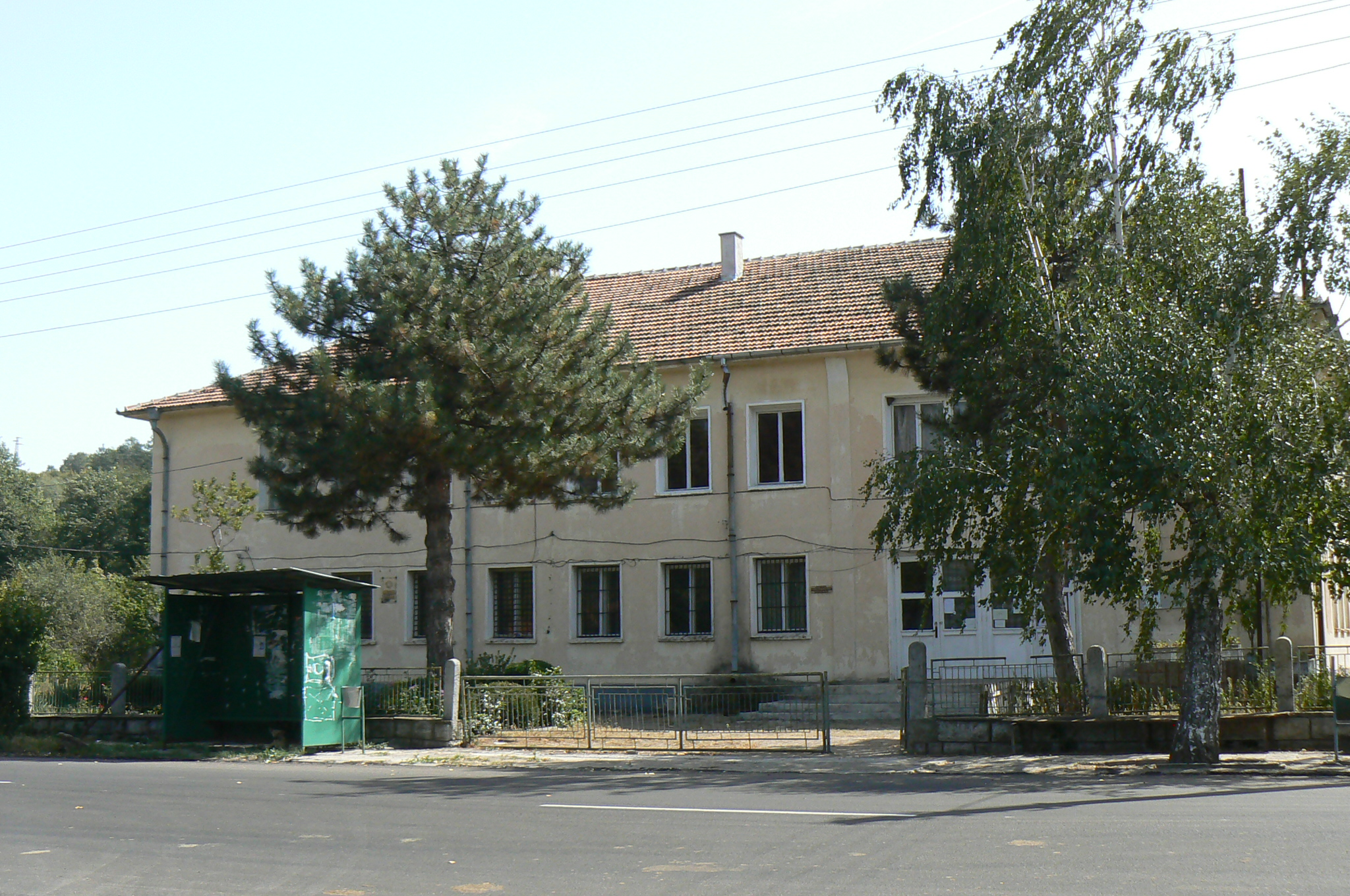
La mairie annexe de Borovitsa
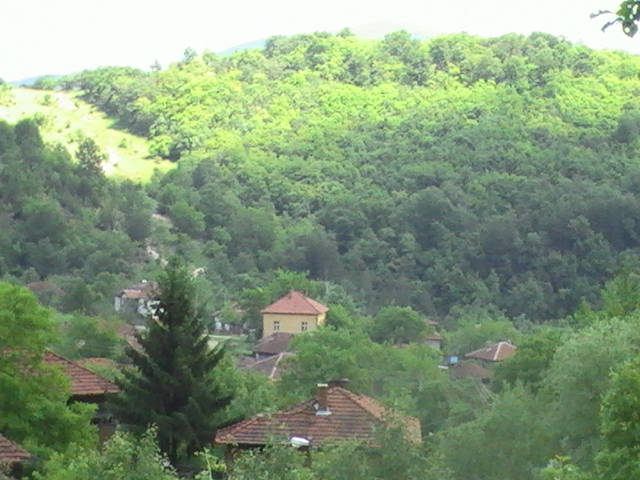
Le village de Praoujda
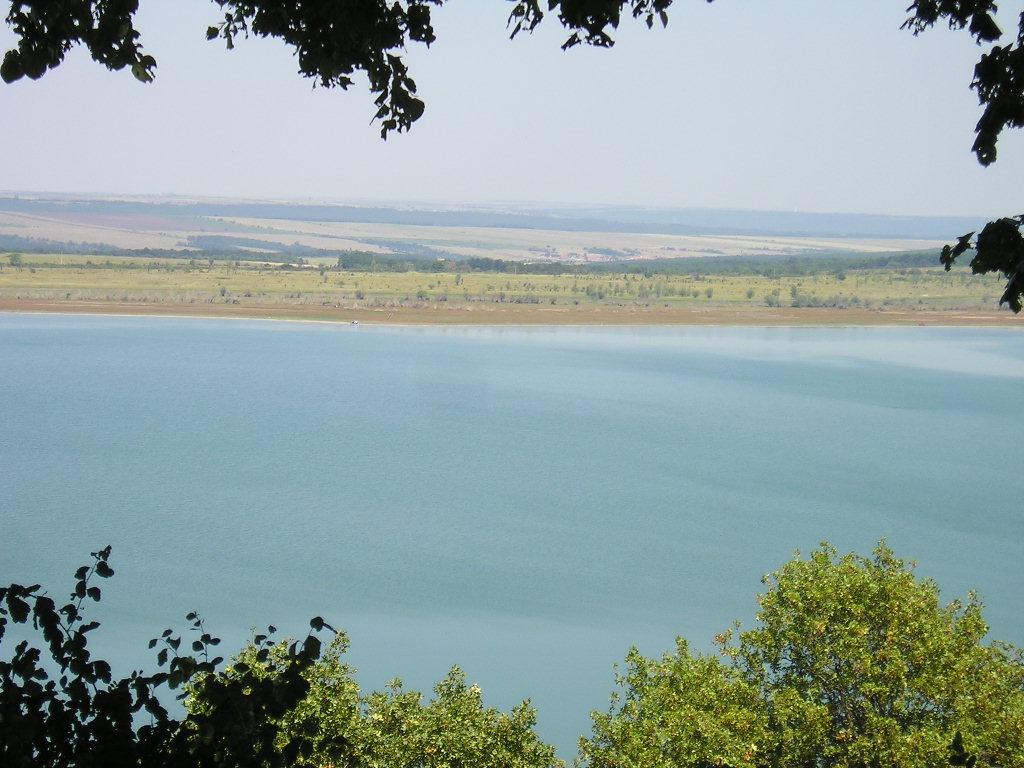
Le lac (artificiel) de Rabicha